# Ophiopteron vitiense
Ophiopteron vitiense är en ormstjärneart som beskrevs av Jean Baptiste François René Koehler 1927. Ophiopteron vitiense ingår i släktet Ophiopteron och familjen Ophiothrichidae. Inga underarter finns listade i Catalogue of Life.